# آیشواریا ساخوجا
آیشواریا ساخوجا یک مدل و بازیگر هندی است. او فینالیست ملکه زیبایی هند در سال بود. ساخوجا در ۵ دسامبر ۲۰۱۴ با دوست پسر دیرینه خود روهیت ناگ ازدواج کرد

## فیلم‌شناسی

### تلویزیون
| سال       | فیلم                             | نقش                                              | منبع   |
| --------- | -------------------------------- | ------------------------------------------------ | ------ |
| ۲۰۰۸–۲۰۰۹ | سلام کاون؟ پهچان کاون            | میزبان                                           | [ ۴ ]  |
| ۲۰۱۰      | لیفت کارا د                      | میزبان                                           |        |
| ۲۰۱۰      | Rishta.com                       | سوکریت سینگ                                      |        |
| ۲۰۱۰–۲۰۱۲ | ساس بینا ساسورال                 | تانیا (Tasty) Tej Prakash Chaturvedi             |        |
| ۲۰۱۰      | بعت هماری پاککی های              | مهمان (به عنوان تانیا)                           |        |
| ۲۰۱۰      | کاون بانگا کروپاتی ۴             | مهمان (به عنوان خودش)                            |        |
| ۲۰۱۱      | جالک دیخله جا ۴                  | مهمان (به عنوان خودش)                            |        |
| ۲۰۱۳      | خوش آمدید – بازی مهمان نوازی کی  | شرکت کننده                                       |        |
| ۲۰۱۳      | Nach Baliye Shriman v/s Shrimati | میزبان                                           | [ ۵ ]  |
| ۲۰۱۳      | سوپراستار رقصنده هند             | میزبان                                           | [ ۶ ]  |
| ۲۰۱۳      | یه‌های آشیکی                      | هارلین                                           |        |
| ۲۰۱۳–۲۰۱۴ | اصلی ناا بولونگی                 | شیخا آویناش گوپتا/سامیرا ست                      |        |
| ۲۰۱۴      | ایتنا کارو نا موجه پیار          | مهمان (به عنوان خودش)                            |        |
| ۲۰۱۵      | کلاس‌های کمدی                     | مهمان (به عنوان خودش)                            |        |
| ۲۰۱۵      | ناچ بالیه ۷                      | شرکت کننده                                       | [ ۷ ]  |
| ۲۰۱۶      | عامل ترس: خاترون که خلافی ۷      | شرکت کننده                                       | [ ۸ ]  |
| ۲۰۱۶      | لیگ کریکت باکس ۲                 | شرکت کننده                                       |        |
| ۲۰۱۶      | شب‌های کمدی باچائو                | مهمان (به عنوان خودش)                            |        |
| ۲۰۱۶      | کریشناداسی                       | مهمان (به عنوان خودش)                            |        |
| ۲۰۱۶      | خیدکی                            | آنجو                                             | [ ۹ ]  |
| ۲۰۱۶–۲۰۱۷ | تریدویان                         | Dhanashree (Dhanu) Shaurya Chauhan               |        |
| ۲۰۱۷      | Sarabhai vs Sarabhai: Take 2     | سونیا                                            | [ ۱۰ ] |
| ۲۰۱۸      | چاندراسخار                       | کمالا نهرو                                       | [ ۱۱ ] |
| ۲۰۱۹–۲۰۲۱ | یه هی چااتین                     | Ahana Singhania Khurana / Ahana Singhania Pillai | [ ۱۲ ] |
| ۲۰۲۳      | جونونیات                         | دکتر پری                                         | [ ۱۳ ] |